# Moronobea ptaritepuiana
Moronobea ptaritepuiana är en tvåhjärtbladig växtart. Moronobea ptaritepuiana ingår i släktet Moronobea och familjen Clusiaceae.

## Underarter
Arten delas in i följande underarter:
- M. p. neblinensis
- M. p. ptaritepuiana